# 北富田村
北富田村（きたとんだむら）は、和歌山県西牟婁郡にあった村。現在の白浜町の北西部、富田川の下流沿岸、国道42号の沿線にあたる。

## 地理
- 山岳：城ノ森山、行徳山、近塔山
- 河川：富田川、庄川

## 歴史
- 1889年（明治22年）4月1日 - 町村制の施行により、平村、保呂村、内ノ川村及び庄川村の区域をもって、北富田村が発足する。
- 1956年（昭和31年）9月30日 - 北富田村及び東富田村が合併して、富田村が発足する。

## 交通

### 道路
- 国道170号（現・国道42号）